# Zlatý glóbus za nejlepší film (komedie / muzikál)
Zlatý glóbus za nejlepší film (komedie/muzikál) každoročně uděluje Asociace zahraničních novinářů v Hollywoodu (angl. Hollywood Foreign Press Association zkratka HFPA) od roku 1951. Při vzniku ceny v roce 1944 existovala pouze kategorie Nejlepší film, avšak od 9. ročníku se ceny za nejlepší snímky udělují ve dvou kategoriích - drama a komedie/muzikál. V roce 1953 se udělil Zlatý glóbus ve společné kategorii, v letech 1958 až 1962 byly dokonce kategorie Nejlepší komedie a Nejlepší muzikál. 

Následující seznam obsahuje filmy pouze vítězné. Rok u filmu znamená jeho vznik; nikoliv rok, kdy se konal slavnostní ceremoniál. Zahrnuty jsou i filmy udělené před rokem 1951 a to v kategorii Nejlepší film. Má-li film český distribuční název, je uveden pod ním.

## Vítězové

### 1943–1950
- 1943: The Song of Bernadette – režie Henry King
- 1944: Farář u svatého Dominika – režie Leo McCarey
- 1945: Ztracený víkend – režie Billy Wilder
- 1946: Nejlepší léta našeho života – režie William Wyler
- 1947: Džentlemanská dohoda – režie Elia Kazan
- 1948: Johnny Belinda – režie Jean Negulesco + Poklad na Sierra Madre - režie John Huston
- 1949: Všichni královi muži – režie Robert Rossen
- 1950: Sunset Blvd. – režie Billy Wilder

### 1951–1960
- 1951: Američan v Paříži – režie Vincente Minnelli
- 1952: With a Song in My Heart – režie Walter Lang
- 1953: Roucho – režie Henry Koster
- 1954: Carmen Jones – režie Otto Preminger
- 1955: Frajeři a saze – režie Joseph L. Mankiewicz
- 1956: Král a já – režie Walter Lang
- 1957: Děvčata – režie George Cukor
- 1958: Nejlepší komedie Auntie Mame – režie Morton DaCosta
- 1958: Nejlepší muzikál Gigi – režie Vincente Minnelli, Charles Walters
- 1959: Nejlepší komedie Někdo to rád horké – režie Billy Wilder
- 1959: Nejlepší muzikál Porgy and Bess – režie Rouben Mamoulian, Otto Preminger
- 1960: Nejlepší komedie Byt – režie Billy Wilder
- 1960: Nejlepší muzikál Song Without End – režie Charles Vidor, George Cukor

### 1961–1970
- 1961: Nejlepší komedie A Majority of One – režie Mervyn LeRoy
- 1961: Nejlepší muzikál West Side Story – režie Jerome Robbins, Robert Wise
- 1962: Nejlepší komedie Kouzlo norkové kožešiny – režie Delbert Mann
- 1962: Nejlepší muzikál Obchodník s hudbou – režie Morton DaCosta
- 1963: Tom Jones – režie Tony Richardson
- 1964: My Fair Lady – režie George Cukor
- 1965: Za zvuků hudby – režie Robert Wise
- 1966: Rusové přicházejí! Rusové přicházejí! – režie Norman Jewison
- 1967: Absolvent – režie Mike Nichols
- 1968: Funny Girl – režie William Wyler
- 1969: Tajemství Santa Vittorie – režie Stanley Kramer
- 1970: MASH – režie Robert Altman

### 1971–1980
- 1971: Šumař na střeše – režie Norman Jewison
- 1972: Kabaret – režie Bob Fosse
- 1973: Americké graffiti – režie George Lucas
- 1974: Nejtěžší yard – režie Robert Aldrich
- 1975: Vstupte – režie Herbert Ross
- 1976: Zrodila se hvězda – režie Frank Pierson
- 1977: Děvče pro zábavu – režie Herbert Ross
- 1978: Nebe může počkat – režie Buck Henry, Warren Beatty
- 1979: A co dál... – režie Peter Yates
- 1980: První dáma country music – režie Michael Apted

### 1981–1990
- 1981: Arthur – režie Steve Gordon
- 1982: Tootsie – režie Sydney Pollack
- 1983: Jentl – režie Barbra Streisand
- 1984: Honba za diamantem – režie Robert Zemeckis
- 1985: Čest rodiny Prizziů – režie John Huston
- 1986: Hana a její sestry – režie Woody Allen
- 1987: Naděje a sláva – režie John Boorman
- 1988: Podnikavá dívka – režie Mike Nichols
- 1989: Řidič slečny Daisy – režie Bruce Beresford
- 1990: Zelená karta – režie Peter Weir

### 1991–2000
- 1991: Kráska a zvíře – režie Gary Trousdale, Kirk Wise
- 1992: Hráč – režie Robert Altman
- 1993: Mrs. Doubtfire – Táta v sukni – režie Chris Columbus
- 1994: Lví král – režie Rob Minkoff, Roger Allers
- 1995: Babe – galantní prasátko – režie Chris Noonan
- 1996: Evita – režie Alan Parker
- 1997: Lepší už to nebude – režie James L. Brooks
- 1998: Zamilovaný Shakespeare – režie John Madden
- 1999: Toy Story 2: Příběh hraček – režie Ash Brannon, John Lasseter, Lee Unkrich
- 2000: Na pokraji slávy – režie Cameron Crowe

### 2001–2010
- 2001: Moulin Rouge! – režie Baz Luhrmann
- 2002: Chicago – režie Rob Marshall
- 2003: Ztraceno v překladu – režie Sofia Coppola
- 2004: Bokovka – režie Alexander Payne
- 2005: Walk the Line – režie James Mangold
- 2006: Dreamgirls – režie Bill Condon
- 2007: Sweeney Todd: Ďábelský holič z Fleet Street – režie Tim Burton
- 2008: Vicky Cristina Barcelona – režie Woody Allen
- 2009: Pařba ve Vegas – režie Todd Phillips
- 2010: Děcka jsou v pohodě – režie Lisa Cholodenko

### 2011–2020
- 2011: Umělec – režie Michael Hazavicius
- 2012: Bídníci – režie Tom Hooper
- 2013: Špinavý trik – režie David O. Russell
- 2014: Grandhotel Budapešť – režie Wes Anderson
- 2015: Marťan – režie Ridley Scott
- 2016: La La Land – režie Damien Chazelle
- 2017: Lady Bird – režie Greta Gerwig
- 2018: Zelená kniha – režie Peter Farrelly
- 2019: Tenkrát v Hollywoodu – režie Quentin Tarantino
- 2020: Boratův navázaný telefilm – režie Jason Woliner

### 2021–2030
- 2021: West Side Story – režie Steven Spielberg
- 2022: Víly z Inisherinu – režie Martin McDonagh
- 2023: Chudáčci – režie Jorgos Lanthimos
- 2024: Emilia Pérez – režie Jacques Audiard